# Martin Kohlmann

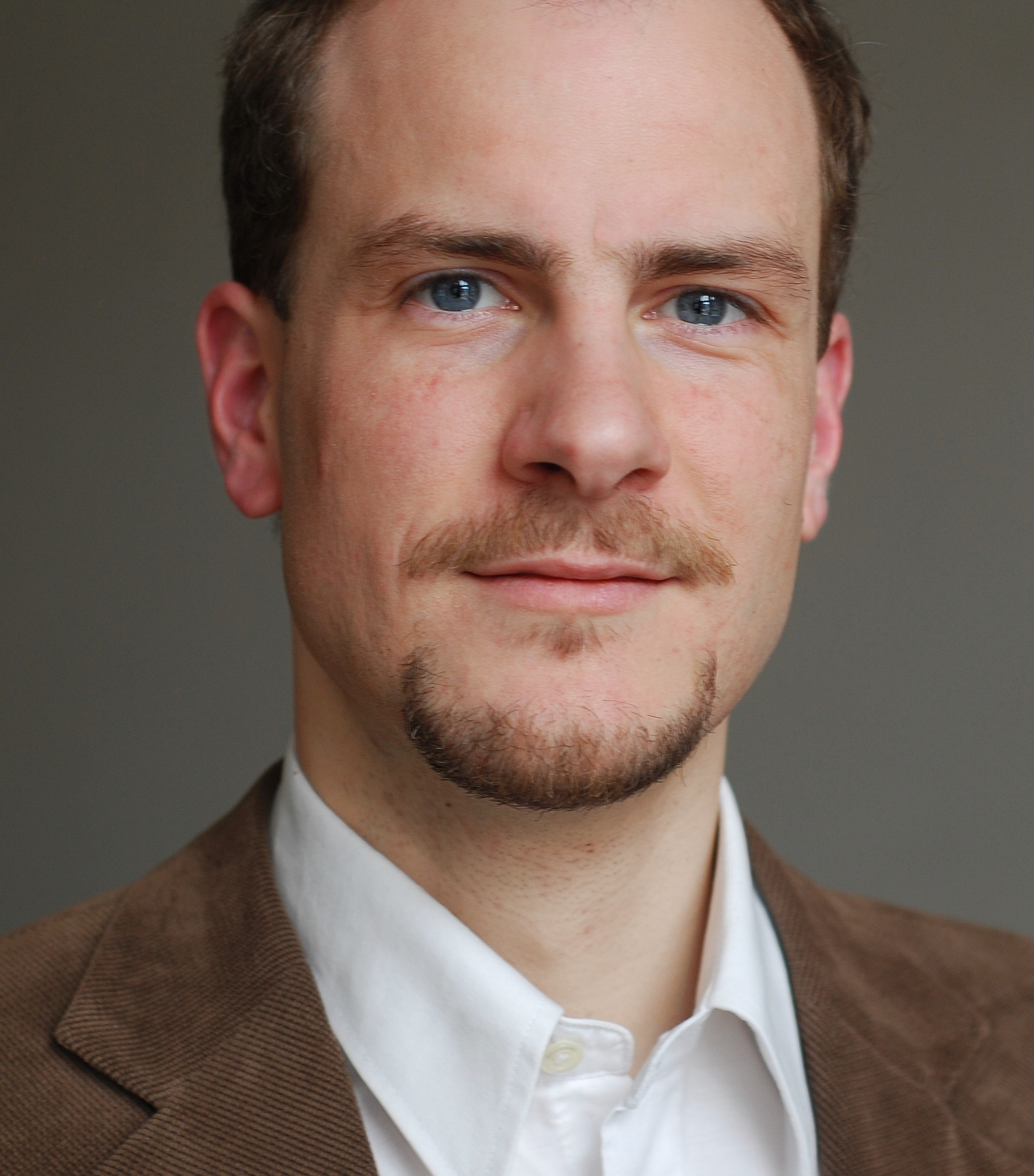
Martin Kohlmann, 2013

Karl Martin Kohlmann (* 18. Juli 1977 in Karl-Marx-Stadt) ist ein deutscher Politiker und Rechtsanwalt. Er ist Gründungsvorsitzender der Freien Sachsen und war Mitglied von Pro Chemnitz, der DSU und den Republikanern.
Er wird vom Landesamt für Verfassungsschutz Sachsen beobachtet, dem er als „langjähriger Szeneaktivist aus rechtsextremistischen Zusammenhängen bekannt ist“. Kohlmann unterhielt unter anderem Beziehungen zu den Nationalen Sozialisten Chemnitz. Ende 2020 gab er dem ehemaligen Dortmunder Neonazi-Kader Michael Brück eine Anstellung in seiner Kanzlei in Chemnitz.

## Beruf
Nach dem Wehrdienst bei der Bundeswehr von 1996 bis 1998 studierte Kohlmann Rechtswissenschaften in Leipzig und Basel. Einen Teil seines Referendariats absolvierte er in Krasnojarsk.
Kohlmann arbeitet als selbstständiger Rechtsanwalt. 2010 vertrat er Bernd-Rüdiger Kern, Professor an der Universität Leipzig, vor Gericht. Es ging dabei um eine Auseinandersetzung in einer Jura-Vorlesung einer Erstsemesterinformationveranstaltung mit Kern im Korporationshaus der Burschenschaft Arminia. Zu Kohlmanns Mandanten zählte auch der Holocaustleugner Günter Deckert, 1991 bis 1996 Vorsitzender der NPD. Mitte Oktober 2017 wurde er im laufenden Prozess gegen den Anhänger der Reichsbürgerbewegung Adrian Ursache von diesem als dritter Strafverteidiger an der Seite der beiden Pflichtverteidiger benannt.
Als Verteidiger der rechtsextremen Gruppe Freital störte er die Urteilsverkündung. Die Rechtsanwaltskammer Sachsen hat nach der Unterrichtung durch das Gerichts ein Verfahren gegen Kohlmann eingeleitet und prüft sein diesbezügliches Verhalten in berufsrechtlicher Hinsicht. Die Vereinigung der Strafverteidiger Sachsen/Sachsen-Anhalt hat ihn aus dem Verein ausgeschlossen.
Zu Kohlmanns anwaltlichen Schwerpunkten gehört die gerichtliche Vertretung abgelehnter Asylbewerber, vor allem aus der ehemaligen Sowjetunion. Der georgische Vorsitzende des Kulturvereins Tolstoi e. V. vermittelte Kohlmann aufgrund von dessen Russischkenntnissen zahlreiche Asylbewerber als Mandanten. Das Fernsehmagazin Report Mainz bezeichnete es als „Widerspruch“, dass Kohlmann einerseits als Chemnitzer Stadtrat die sofortige Abschiebung rechtskräftig abgelehnter Asylbewerber fordere, andererseits aber vor Gericht für deren Bleiberecht eintrete.

## Soziales Engagement und Privates
Kohlmann war 2014 Mitgründer und zunächst Schriftführer des anfangs in seiner Kanzlei ansässigen Kulturvereins Tolstoi e. V., dessen „Ziel die Förderung des Völkerverständigungsgedankens sowie die soziale und kulturelle Unterstützung der Flüchtlinge, Aussiedler, Spätaussiedler und nationalen Minderheiten ist.“ Zu den Angeboten gehört auch die „rechtliche […] Beratung von Migranten“. Bis 2016 führte der Verein ihn in der Vereinszeitschrift „Berliner Telegraph“, in der Kohlmann Anzeigen schaltet, als Leiter der Rechtsabteilung auf. Alexander Boyko, Gründer und Chefredakteur des Berliner Telegraph stand seit 2014 in enger Verbindung mit Kohlmann. Boyko hat laut Report Mainz gezielt Asylbewerber im Umfeld von Flüchtlingslagern als Mandanten für Kohlmann als „einzigem russischsprachigen Anwalt für Asylrecht in Chemnitz“ angeworben.
Kohlmann ist Mitglied der Burschenschaft Arminia zu Leipzig. Er lebt in Chemnitz, ist verheiratet und hat drei Kinder.

## Verurteilungen
Am 9. Oktober 2020 verurteilte ihn das Amtsgericht Verden wegen Volksverhetzung zu einer Geldstrafe in Höhe von 2100 Euro. Kohlmann legte zunächst Berufung ein.
Am 8. November 2022 wurde Kohlmann wegen Volksverhetzung  vom Amtsgericht Chemnitz zu einer Geldstrafe von 120 Tagessätzen zu je 50 Euro verurteilt. Das Urteil erlangte zunächst keine Rechtskraft.
Am 12. April 2023 wurde bekannt, die Staatsanwaltschaft Chemnitz habe gegen Kohlmann wegen Vorenthaltens und Veruntreuens von Arbeitsentgelt einen Strafbefehl in Höhe von 7500 Euro beantragt, weil Kohlmann drei Jahre hinweg zwei Mitarbeitenden einen Lohn unterhalb des Mindestlohns gezahlt haben solle.

## Politik

### Die Republikaner
Kohlmann wurde 1999 erstmals in den Stadtrat der Stadt Chemnitz gewählt. Im Jahr 2000 warf er dem damaligen Oberbürgermeister von Chemnitz, Peter Seifert (SPD), in einer Stadtratssitzung vor, einen Luftangriff auf Chemnitz im Zweiten Weltkrieg „verniedlicht“ zu haben. Daraufhin beleidigte Seifert Kohlmann, wofür Seifert später zur Zahlung eines Schmerzensgeldes an Kohlmann verurteilt wurde. Kohlmann kandidierte bei der Europawahl 2004 auf dem Listenplatz 3 der Republikaner. Anfang 2004 organisierte er ein Konzert mit dem rechtsextremen Musiker Frank Rennicke in Chemnitz. Nach dem Rücktritt der Landesvorsitzenden Kerstin Lorenz wurde Kohlmann am 24. Juli 2004 zum Landesvorsitzenden der Republikaner in Sachsen gewählt. In dieser Funktion lehnte er eine Zusammenarbeit der Republikaner mit der NPD ab. 2006 traten der nunmehrige Landesvorsitzende Mario Heinz aus der Partei und der Stadtrat Peter Grüning aus der Chemnitzer Fraktion und der Partei aus. Mario Heinz warf hierbei dem Fraktionsvorsitzenden Kohlmann vor, dass dieser ein „rechter Politclown“ sei.

### Deutsche Soziale Union
Im März 2006 wechselte Kohlmann zur Deutschen Sozialen Union (DSU) und wollte für diese bei der Oberbürgermeisterwahl antreten. Die Kandidatur wurde jedoch nicht zugelassen, da Kohlmann die notwendigen Unterstützerunterschriften nicht beibrachte. Die Nichtzulassung des Wahlvorschlages wurde letztendlich vom Sächsischen Oberverwaltungsgericht bestätigt. Der von Kohlmann eingeschlagene Rechtsweg gegen die Oberbürgermeisterwahl 2006 in Chemnitz bewirkte, dass der Amtsantritt der gewählten Bürgermeisterin um ein Jahr verzögert wurde, die während dieser Zeit jedoch als Amtsverweserin amtierte. Im Jahr 2008 kandidierte Kohlmann als DSU-Bewerber für das Amt des Landrats im Erzgebirgskreis und erhielt 1,2 % der Stimmen.

### Bürgerbewegung Pro Chemnitz
2009 gründete Kohlmann zusammen mit Reinhold Breede, Ex-CDU-Mitglied und ehemaliger Stadtparlamentspräsident der Stadt Chemnitz, die Bürgerbewegung Pro Chemnitz, die unter der Bezeichnung Bürgerbewegung Pro Chemnitz.DSU zur Kommunalwahl 2009 antrat. Die Wählervereinigung erreichte dabei ein Ergebnis von 4,57 Prozent der Wählerstimmen und stellt damit drei Stadträte, darunter auch Kohlmann selbst.
„In Person Kohlmanns verfügt PRO CHEMNITZ über gute Verbindungen zur NPD in Sachsen“, so eine „Situationsanalyse der ‚rechten Szene‘ in Chemnitz“ im Auftrag des DGB Region Südwestsachsen. So habe Kohlmann zum Beispiel 2010 zugunsten der NPD auf eine konkurrierende Kundgebung verzichtet. Zudem habe er 2009 gemeinsam mit Vertretern des neonazistischen Aktionsbündnisses Erzgebirge bei einer von ihm angemeldeten Demonstration ein Transparent getragen.
Ende April 2009 bezeichnete Kohlmann während einer Stadtratssitzung Bürgermeister Berthold Brehm (CDU), der ein Wandbild in einer Schule hatte entfernen lassen, als „Kultur-Taliban“ sowie „Bilderstürmer“ und entgegnete dem Fraktionsvorsitzenden der Linken, Hubert Gintschel, die Worte „Der Nazi sind doch Sie!“, nachdem Gintschel Kohlmann zuvor seinerseits in die Nähe des Nationalsozialismus gerückt hatte. Daraufhin wurde Kohlmann schließlich von Oberbürgermeisterin Barbara Ludwig (SPD) des Saales verwiesen. Kohlmann weigerte sich zu gehen und wurde durch die Polizei aus dem Saal getragen. In der Folge wurde er vom Amtsgericht Chemnitz zu einer Geldstrafe von 2275 Euro wegen Hausfriedensbruchs verurteilt, jedoch von den Vorwürfen der Beleidigung gegenüber Brehm und Gintschel freigesprochen.
Kohlmann ist Vorsitzender der Pro-Chemnitz-Fraktion im Chemnitzer Stadtrat. Des Weiteren gehört er verschiedenen Ausschüssen des Chemnitzer Stadtrates an: dem Planungs-, Bau- und Umweltausschuss und dem Verwaltungs- und Finanzausschuss als Mitglied sowie dem Petitionsausschuss, dem Sozialausschuss und dem Schulausschuss als stellvertretendes Mitglied. Darüber hinaus ist er stellvertretendes Mitglied im Verbandsrat des Sparkassenzweckverbands, des Trägers der Sparkasse Chemnitz.
Martin Kohlmann war Kandidat bei der Oberbürgermeisterwahl 2013 in Chemnitz. Bei der Wahl am 16. Juni erreichte er ein Ergebnis von 5,6 % der Stimmen. Da keiner der Bewerber bei dieser Wahl die absolute Mehrheit erreichte, fand am 30. Juni 2013 eine Neuwahl statt, bei der auch Martin Kohlmann wieder antrat und 5,5 % der Stimmen erhielt. Zuvor hatte Martin Kohlmann allen Herausforderern der Amtsinhaberin vorgeschlagen, sich für die Neuwahl auf einen neuen, überparteilichen Kandidaten zu einigen und zu dessen Gunsten auf einen Wiederantritt zu verzichten, konnte sich damit jedoch nicht durchsetzen. Am 25. Mai 2014 wurde Kohlmann erneut in den Stadtrat gewählt.
Am 27. August 2018 fungierte Kohlmann als Veranstalter einer Demonstration im Zusammenhang mit der tödlichen Messerattacke auf einen Deutsch-Kubaner in Chemnitz, von der er auch die rechtsextreme NPD nicht ausschloss. Er bat aber, auf Parteifahnen zu verzichten. In seiner Rede bei der Demonstration wandte er sich sowohl gegen die Eliten in Deutschland als auch gegen die Integration von Zugewanderten. Die Verbreitung eines illegal abfotografierten Haftbefehls eines der mutmaßlichen Täter rechtfertigte er gegenüber der ARD: Zwar sei die „Weitergabe an uns natürlich problematisch“ gewesen, die Veröffentlichung auf der Facebook-Seite von Pro Chemnitz sei aber durch das Presserecht gedeckt. Die Tageszeitung kommentierte, Kohlmann habe „offensichtlich keine Skrupel, eine Straftat für seine politischen Ziele zu nutzen.“
Im Zusammenhang mit der Messerattacke in Chemnitz sprach sich Kohlmann für eine Autonomie Sachsens und eine Annäherung an Polen, Ungarn und die Tschechische Republik aus. Sachsen habe mit diesen Staaten mehr gemein als mit der westlichen Bundesrepublik.

### Freie Sachsen
Am 26. Februar 2021 wurde Kohlmann Vorsitzender der im Haus des Gastes in Bermsgrün neu gegründeten Organisation „Freie Sachsen“ (nicht zu verwechseln mit der 2007 gegründeten Partei Freie Sachsen – Allianz unabhängiger Wähler), die sich als Partei lt. Parteiengesetz bezeichnet. Sie versteht sich „im Angesicht der staatlichen Corona-Zwangsmaßnahmen“ andererseits als Dach für eine Sammlungsbewegung. Binnen weniger Monate ist es der Organisation gelungen, die Hoheit über den Diskurs auf Telegram, mit Stand Februar 2022 150.000 Abonnenten, zu übernehmen und in Sachsen die radikalen Aktionen der Corona-Protestierer zu steuern.
Programmatisch fordern sie eine stärkere Zusammenarbeit mit der Visegrád-Gruppe, mit der sie in sicherheits- oder familienpolitischer Hinsicht mehr verbinde als mit den westdeutschen Bundesländern. Die Freien Sachsen lehnen die Demokratie ab und verlangen, „das sächsische Königshaus bei der Gestaltung der Zukunft einzubinden“.
Stellvertretende Vorsitzende sind Stefan Hartung (NPD), Stadtrat in Aue-Bad Schlema und Kreisrat im Erzgebirgskreis, und der Plauener Busunternehmer Thomas Kaden; Schatzmeister ist der Pro-Chemnitz-Funktionär Robert Andres, der Stadtrat in Chemnitz ist. Das Landesamt für Verfassungsschutz Sachsen hat das Bündnis im Visier und stufte es im Juni 2021 als rechtsextrem ein. Seit Januar 2022 werden die Freien Sachsen vom Bundesamt für Verfassungsschutz als Verdachtsfall eingestuft und bundesweit beobachtet.
Nach dem russischen Überfall auf die Ukraine Ende Februar 2022 wurden bei „Spaziergängen“ Putin-Masken getragen und russische Fahnen geschwenkt. Die Erklärung der Freien Sachsen dazu: „Plötzlich ist der Ungeimpfte nicht mehr Hauptfeind Nr. 1!“ Jetzt sei „der Russe Feind Nr. 1“.
Die Freien Sachsen traten bei den Landratswahlen in Sachsen 2022 mit Kandidaten für den Landkreis Nordsachsen, den Landkreis Sächsische Schweiz-Osterzgebirge sowie im Erzgebirgskreis an. Sie konnten sich nicht gegen die anderen Kandidaten durchsetzen.
Als Gründe für den Antritt der Freien Sachsen bei den Kommunalwahlen 2024 erklärte Kohlmann im September 2023, man wolle in den Kommunalparlamenten an Informationen gelangen; zudem sollten sich potenzielle Stadt- und Gemeinderäte Fähigkeiten und Kenntnisse der öffentlichen Verwaltung aneignen, damit man nach einer „Wende“ auf solche Personen zurückgreifen könne. Die Freien Sachsen würden durch den Antritt bei Wahlen jedoch nicht „Teil des Systems“, denn man sei „da nicht drin als Freunde und um das Ganze zu unterstützen, sondern um uns da umzusehen, um vom Gegner zu lernen und um ihm das Leben schwerer zu machen“.
Kohlmann tritt für die Rückkehr der Sächsischen Monarchie und die Unabhängigkeit des Landes Sachsen ein.